# Megachile armatipes
Megachile armatipes is een vliesvleugelig insect uit de familie Megachilidae. De wetenschappelijke naam van de soort is voor het eerst geldig gepubliceerd in 1909 door Friese.